# Proto-Indo-Europees
Het Proto-Indo-Europees (PIE) is de hypothetische voorouder van alle Indo-Europese talen. Deze taal zou hooguit tot het 3e millennium voor Christus gesproken zijn, mogelijk in Anatolië of de vlaktes ten noorden van de Zwarte Zee en  de Kaukasus, alvorens uiteen te vallen in vele Europese, Iraanse en Zuid-Aziatische talen. Schriftelijke bewijzen ervan zijn nooit gevonden, maar van het bestaan ervan wordt sinds het begin van de 19e eeuw uitgegaan door taalkundigen.
Argumenten voor de reconstructie van de proto-taal zijn gevonden door talen via bekende wetmatigheden intern te reconstrueren en ook te vergelijken met andere talen. De spreiding van een bepaalde woordenschat over het Indo-Europese taalgebied kan bijvoorbeeld belangrijke informatie verschaffen over de ouderdom van de woorden, hun betekenis en de achterliggende cultuur. Dat geldt ook voor vervoegingen, naamvallen en zinsbouw.

## Geschiedenis
De overeenkomsten tussen het Latijn en Grieks waren al in de oudheid opgemerkt. De Romeinen keken echter naar de Grieken op als groot voorbeeld, en namen daarom aan dat het Latijn wel van het Grieks moest afstammen. Aangezien er van andere Indo-Europese talen nog maar weinig bekend was in die tijd, bleef dit lange tijd de algemene opvatting.
Pas toen het Sanskriet in de Renaissance bij westerse academici wat beter bekend werd, begonnen de eerste pogingen een verklaring te vinden voor de overeenkomsten tussen de verschillende talen. Toch duurde het nog tot de achttiende eeuw voordat er serieus werk van werd gemaakt. De taalkundige Sir William Jones merkte op dat de overeenkomsten te groot waren om bij toeval ontstaan te zijn, en was een van de eersten die suggereerde dat er sprake was van een gemeenschappelijke vooroudertaal:
Het Sanskriet, hoe oud ook, heeft een prachtige structuur; volmaakter dan het Grieks, overvloediger dan het Latijn en voortreffelijker verfijnd dan beide, maar vóór beide een sterkere affiniteit, zowel in de wortels van werkwoorden als in de vormen van grammatica dan mogelijkerwijs per ongeluk zou zijn voortgebracht; zó sterk zelfs dat geen taalkundige ze alle drie zou kunnen onderzoeken zonder te geloven dat ze uit een gemeenschappelijke bron voortkwamen, die misschien niet meer bestaat. Er is een soortgelijke reden, hoewel minder sterk, om te veronderstellen dat zowel het Gotisch als het Keltisch, hoewel beide vermengd met een heel ander idioom, dezelfde oorsprong hadden als het Sanskriet; en het oude Perzisch zou aan dezelfde familie kunnen worden toegevoegd.
Deze vooroudertaal werd later bekend als Proto-Indo-Europees. Al gauw werden de eerste pogingen gedaan om een beter beeld te krijgen van hoe deze oertaal eruit moet hebben gezien. In het begin bestond het idee dat een oudere taal per definitie primitiever was en zo een beeld zou geven van het ontstaan van de moderne talen als fenomeen. Gaandeweg veranderde het beeld van deze taal echter, en werd duidelijk dat het Proto-Indo-Europees een gewone taal was net als iedere andere. Ook werd in het begin nog veel nadruk gelegd op het Sanskriet bij het reconstrueren van de taal, maar na een aantal doorslaggevende argumenten werd duidelijk dat het Sanskriet op bepaalde punten juist heel sterk afweek.

### Ontstaanstheorieën
Over het leefgebied van de sprekers van het Proto-Indo-Europees en de exacte periode waarin deze taal werd gesproken bestaat weinig consensus. De volgende zeven theorieën zijn in omloop:
- de Armeense hypothese: het PIE werd in het 4e millennium v.Chr. gesproken in het Armeense Hoogland;
- de Sogdiana-hypothese: het PIE werd in het 4e-5e millennium v.Chr. gesproken ten oosten van de Kaspische Zee, in de landen Bactrië en Sogdiana;
- de Koerganhypothese: het PIE werd in het 5e millennium v.Chr. gesproken in de Pontisch-Kaspische Steppe;
- de Neolithische creolisatie-hypothese: het PIE werd in het 6e millennium v.Chr. of later gesproken in het huidige Noord-Europa;
- het Out of India-model: het PIE werd in het 6e millennium v.Chr. gesproken in het huidige India;
- de Anatolische hypothese: het PIE werd in het 7e millennium v.Chr. gesproken in het huidige Anatolië;
- de Paleolithische Continuïteitstheorie: het PIE werd al voor het 10e millennium v.Chr. (ruwweg het einde van het Paleolithicum) gesproken.

Overigens is het niet zo dat bovengenoemde hypothesen elkaar onderling volledig uitsluiten. Zo is het bijvoorbeeld mogelijk dat de sprekers van het PIE vanuit Anatolië enkele millennia later zijn uitgeweken naar de Kaspische laagvlakte en zich van daaruit verder hebben verspreid naar Centraal- en Noord-Europa, waarbij ze vermoedelijk een pastoralistische levenswijze hebben aangenomen. In dat geval zouden dus zowel de Koergan- als de Anatolische hypothese kunnen kloppen. Bepaald genetisch onderzoek wijst eveneens in deze richting.
Gezien de grote onzekerheid en het sterk speculatieve karakter van deze modellen, heeft Stefan Zimmer om terughoudendheid gevraagd bij dateringen vóór het 3e millennium v.Chr.

## Reconstructie
Aangezien er geen letter van het PIE is overgeleverd in teksten, kan de taal alleen maar worden gereconstrueerd met een bepaalde marge van onzekerheid. Dit gebeurt in de eerste plaats met behulp van de vergelijkende methode, die probeert een gemeenschappelijke vorm te vinden van waaruit de verschillende klanken en woorden van de latere talen zijn ontstaan.
Belangrijk voor de vergelijkende benadering is de vaststelling dat taalverandering bepaalde (onbewuste) regels of wetmatigheden volgt. Elke afgescheiden Indo-Europese taalgroep kende zijn eigen regels, waardoor een taal steeds verder af kwam te staan van het Proto-Indo-Europees. Die regels betreffen de fonologie (de klanken), morfologie (de woordvormen) en syntaxis (de zinsbouw). Een van de bekendste van zulke regels is de Wet van Grimm, die samen met de Wet van Verner verklaart hoe de medeklinkers van het PIE zijn veranderd in de ontwikkeling van de Germaanse talen. Door dergelijke ontwikkelingen, waarvan de oorsprong en de uitkomst precies bekend is, om te draaien, kan men op een gemeenschappelijk beginpunt komen, waaruit alle latere vormen zijn ontwikkeld.
Voor de reconstructie van het PIE zijn niet alle Indo-Europese talen even nuttig gebleken. Talen waarvan al heel vroeg geschreven bronnen teruggevonden zijn, zoals het Sanskriet, Grieks en Hettitisch, of talen die weinig veranderingen ondergaan hebben, zoals de Baltische talen, zijn van groter belang dan bijvoorbeeld het Albanees of het Afrikaans. Wel is het zo dat sommige talen het ene kenmerk beter behouden hebben dan het andere. Baltische talen hebben bijvoorbeeld de verbuigingsuitgangen goed bewaard, Germaanse talen juist de ablaut in de vervoeging van werkwoorden, de scheiding tussen basis- en afgeleide werkwoorden (in de vorm van sterke en zwakke werkwoorden) en (indirect) de accentwisselingen. Het Oudgrieks en Sanskriet hebben het aspectsysteem van de werkwoorden behouden en het Oudgrieks en Hettitisch bevatten de belangrijkste sporen voor de zogenoemde laryngalen.

## Klankinventaris

### Medeklinkers
|                        |                        | Labiaal | Coronaal | Dorsaal | Dorsaal | Dorsaal | Laryngaal     |
| palataal               | gewoon                 | Labiaal | Coronaal | labiaal |         |         | Laryngaal     |
| ---------------------- | ---------------------- | ------- | -------- | ------- | ------- | ------- | ------------- |
| Nasaal                 | Nasaal                 | *m      | *n       |         |         |         |               |
| Plofklank (plosief)    | stemloos               | *p      | *t       | *ḱ      | *k      | *kʷ     |               |
| Plofklank (plosief)    | stemhebbend            | *b      | *d       | *ǵ      | *g      | *gʷ     |               |
| Plofklank (plosief)    | geaspireerd            | *bʰ     | *dʰ      | *ǵʰ     | *gʰ     | *gʷʰ    |               |
| Wrijfklank (fricatief) | Wrijfklank (fricatief) |         | *s       |         |         |         | *h₁, *h₂, *h₃ |
| Liquida                | Liquida                |         | *r, *l   |         |         |         |               |
| Halfklinker            | Halfklinker            |         |          | *y      |         | *w      |               |

- De sonoranten [l]?, [r]?, [m]?, [n]?, [y]? en [w]? konden in principe ook dienstdoen als klinkers, als ze tussen twee medeklinkers stonden. In dat geval worden ze meestal geschreven met een cirkel onder de letter, of als de bijbehorende klinker: *l̥, *r̥, *m̥, *n̥, *i, *u.
- Van de drie zogenoemde 'laryngalen' is de uitspraak niet bekend, maar er wordt aangenomen dat het wrijfklanken van een onbekende soort waren. Ze zijn behalve in het Hettitisch in geen enkele taal overgeleverd, en zijn meestal alleen indirect te reconstrueren. *h₂ had een openings-effect op een naburige [e]?, waardoor deze verlaagd werd tot [a]?. En *h₃ had een rondingseffect, waardoor een [e]? veranderd werd in [o]?. Waarschijnlijk was *h₂ daarom velair of uvulair, en was *h₃ labiaal, omdat zulke effecten bij dergelijke medeklinkers ook worden gevonden in andere talen. Daarnaast werden de laryngalen in de latere talen meestal klinkers als ze tussen twee medeklinkers stonden. In bijna alle talen werden de drie laryngalen hierbij dezelfde klinker; doorgaans [a]?, maar [i]? in het Sanskriet. In het Grieks bleef het onderscheid echter behouden als [e]?, [a]? en [o]? voor respectievelijk *h₁, *h₂ en *h₃.

### Klinkers
Strikt genomen had het PIE maar twee echte klinkers: [e] en [o]. Het vocaliseren van bepaalde medeklinkers kan echter ook als een vorm van klinker gezien worden, en [i] en [u] werden zeker al als klinker uitgesproken. Er is nog discussie gaande over of het PIE ook een [a] had. In veel gevallen is deze namelijk ontstaan door het verlagingseffect van een naburige *h₂, waardoor de 'onderliggende' klinker meestal als [e] gereconstrueerd kan worden. Er zijn echter wel een aantal voorbeelden bekend waar [a] klaarblijkelijk de werkelijke onderliggende klinker moet zijn geweest.
Ook lange klinkers zijn meestal het gevolg geweest van laryngalen die een andere klinker volgen. Er zijn echter ook andere bronnen van lange klinkers, die in bepaalde grammaticaal voorspelbare omgevingen optraden. In beginsel zijn deze lange klinkers ontstaan door fonetische processen, maar in elk geval in sommige woorden zijn deze een grammaticale functie gaan vervullen. Daardoor is het haast onvermijdelijk toch een aantal lange klinkers voor het PIE te reconstrueren.
Uiteindelijk kan het volgende klinkersysteem worden gereconstrueerd:
|          | voor | achter | voor | achter |
| gesloten | *i   | *u     |      |        |
| midden   | *e   | *o     | *ē   | *ō     |
| open     | *a   | *a     |      |        |

### Accent
Het Proto-Indo-Europees had een toonaccent, waarbij een lettergreep in elk woord werd uitgesproken met een hogere toon dan de anderen. Dit accent kon in principe op elke lettergreep geplaatst worden, en was dus 'vrij'. Het accent vervulde voornamelijk een grammaticale functie, en diende in veel gevallen ter onderscheid van verschillende vormen van hetzelfde woord, in combinatie met verschillende uitgangen. Er waren echter ook gevallen waarbij alleen het accent het onderscheid aangaf tussen twee vormen.

## Vormleer

### Wortels
De basis van PIE woorden was de 'wortel'. Wortels vormden een basisbetekenis, die meestal gelijk was aan een werkwoord dat van die wortel was afgeleid. Daarnaast konden ook andere woorden van wortels worden afgeleid, maar die konden in veel gevallen als afgeleid van het werkwoord zelf beschouwd worden.
Wortels bestonden in het overgrote deel uit een enkele lettergreep met de klinker e, en begonnen en eindigden altijd met een medeklinker. Er zijn echter ook gevallen bekend waarin een andere klinker voorkwam, of zelfs geen klinker (zoals in bʰuH- 'worden', waarbij u als medeklinker moet worden gezien). De medeklinkers in wortels vormden altijd een vaste volgorde: (s)CReRC, waarbij C staat voor een plofklank en R voor een sonorant. Een wortel kon optioneel ook met s beginnen, en er zijn allerlei gevallen bekend waarbij de wortel deze s wel heeft in sommige dochtertalen, maar niet in anderen. In sommige gevallen heeft dezelfde dochtertaal zelfs beide vormen bewaard (zoals het Engelse melt tegenover het Nederlandse smelten, beide Germaanse talen). Dit fenomeen wordt ook wel s-mobile genoemd. Laryngalen konden in principe op elke plaats in de wortel toegevoegd worden, zoals aan het begin of aan het eind, of ergens tussenin. Niet alle elementen van de wortel waren altijd aanwezig, zolang de wortel zelf maar begon en eindigde met een medeklinker.

### Ablaut
Ablaut vormde een belangrijk onderdeel van de grammaticale structuur van het PIE. Onder invloed van ablaut kon onder bepaalde grammaticale condities een onderliggende e overgaan in o, verlengen tot ē of ō of zelfs helemaal verdwijnen waardoor er in zijn geheel geen klinker meer voorkwam. Deze verschillende klinkerwisselingen worden 'trappen' genoemd, zoals de voltrap, rekkingstrap, e-trap of o-trap. De trap zonder klinker wordt wel de nultrap genoemd.
De nultrap kwam relatief vaak voor wanneer een lettergreep geen accent had. De e-trap daarentegen kwam meestal voor in lettergrepen die het accent droegen. Het verband tussen accent en ablaut is nog niet geheel duidelijk, maar er wordt in elk geval aangenomen dat er een zeker verband moet zijn geweest.

### Naamwoorden
Alle naamwoorden, zoals zelfstandige en bijvoeglijke naamwoorden en voornaamwoorden, werden op dezelfde manier verbogen en vormden een min of meer samenhangend systeem. Deze worden daarom als een geheel behandeld.
In de laatste ontwikkelingsfase van het PIE vóór het uit elkaar groeien in de verschillende takken kende de taal een uitgebreid stelsel van naamvalsuitgangen. Er werden acht naamvallen onderscheiden:
- nominatief: onderwerp
- vocatief: aanspreekvorm
- accusatief: lijdend voorwerp
- instrumentalis: persoon of ding waarmee
- datief: meewerkend voorwerp
- genitief: bezit of relatie
- ablatief: plaats waarvandaan
- locatief: plaats waarin

Daarnaast zijn ook nog sporen gevonden van een allatief, die gebruikt werd om de plaats waarnaartoe aan te geven. In alle Indo-Europese talen is deze naamval uiteindelijk samengevallen met de accusatief.
Verder waren er drie getallen: enkelvoud, tweevoud en meervoud. In principe had ieder woord dus 3 × 8 = 24 afzonderlijke vormen, maar al vroeg waren niet alle vierentwintig ook daadwerkelijk verschillend voor ieder woord. Daarnaast waren er drie geslachten van zelfstandige naamwoorden: mannelijk, vrouwelijk en onzijdig. Bijvoeglijke naamwoorden en voornaamwoorden volgden het woord waarmee ze in verband stonden naar naamval, geslacht en getal.
Duidelijk is dat in een vroegere fase alleen het mannelijke en het onzijdige geslacht werden onderscheiden, en deze worden dan vaak levend (animate) en niet-levend (inanimate) genoemd. De vroegste Indo-Europese talen waarvan geschreven bronnen zijn, de Anatolische talen zoals het Hettitisch, onderscheidden alleen deze twee klassen. Het vrouwelijk woordgeslacht is in de andere Indo-Europese talen om nog onduidelijke redenen ontstaan vanuit de oudere groep levende zelfstandige naamwoorden. Dit gebeurde vaak door het toevoegen van een achtervoegsel *-h₂, maar ook zijn er woorden die vrouwelijk waren zonder enig vormverschil met de mannelijke woorden.
De vormen van een naamwoord bestonden in de regel uit een wortel en een stamvormend element (samen de stam vormend), met daaraan toegevoegd een uitgang. Sommige basiswoorden hadden geen stamvormend element, en vormden hun naamvalsvormen door de uitgang rechtstreeks aan de wortel toe te voegen.

#### Soorten verbuiging
Globaal werd onderscheid gemaakt tussen athematische en thematische stammen. De thematische stammen hadden een "thematische klinker" -e/o- tussen de stam en de uitgangen, terwijl de athematische stammen dit element niet hadden. Meestal hadden de athematische stammen ook het accent op verschillende lettergrepen in verschillende naamvalsvormen, en traden klinkerwisselingen (ablaut) in de stam op afhankelijk van de plaats van het accent.
Binnen de athematische naamwoorden konden vier soorten onderscheiden worden, naar het patroon van accentplaatsing en de daarbij optredende ablaut. In alle vier de gevallen wordt steeds een onderscheid gemaakt tussen 'sterke' naamvallen (nominatief, accusatief en vocatief) en 'zwakke' naamvallen (de rest). Bij athematische naamwoorden met een variërend accent werd het accent steeds in de sterke naamvallen een of meer lettergrepen verder naar links geplaatst dan in de zwakke. De klinker van de lettergreep met het accent is meestal e, maar soms in de sterke naamvallen o of ē. De accentloze lettergrepen, inclusief eventueel de naamvalsuitgangen zelf, hebben meestal de nultrap, zonder klinker, maar in een enkel geval o. In een paar gevallen veranderde het stamvormend element zelf ook: er waren woorden met een stam die eindigde in -r in de sterke naamvallen, maar in -n in de zwakke.
Van de vier soorten athematisch naamwoord waren er drie 'kinetisch' (van Grieks 'kinetikos', bewegend), en een 'statisch' (van Grieks 'statikos', stilhoudend).
- Acrostatisch (akros = begin): het accent wordt altijd op de eerste lettergreep geplaatst. De wortel heeft o of ē in de sterke naamvallen, e in de zwakke.
- Proterokinetisch (proteros = vroeger): het accent ligt op de eerste lettergreep van de stam (de wortel) in de sterke naamvallen, en op de laatste lettergreep van de stam (het stamvormend element) in de zwakke.
- Hysterokinetisch (hysteros = later): het accent ligt op de laatste lettergreep van de stam (het stamvormend element) in de sterke naamvallen, en op de uitgangen in de zwakke.
- Amfikinetisch (amphis = aan beide kanten): het accent ligt op de eerste lettergreep in de sterke naamvallen, en op de uitgangen in de zwakke. Daarnaast heeft het stamvormend element in de sterke naamvallen de o-trap, niet de nultrap.

Bij naamwoorden die geen stamvormend element hadden, waarbij de wortel dus tevens de stam was, kwamen de proterokinetische en hysterokinetische typen vanzelfsprekend niet voor.
Bij de thematische stammen werden deze klassen niet onderscheiden: zij hadden het accent altijd op dezelfde lettergreep. De stam en uitgangen varieerden niet, maar de thematische klinker vertoonde wel ablaut: o in de sterke naamvallen, en e in de zwakke.

#### Uitgangen
Over de reconstructie zijn taalkundigen het niet altijd in alle details eens. Dat is met de schaarse gegevens waarop men zich moet baseren ook onvermijdelijk. Welke vorm precies in welke tijd gebruikt is zal in veel gevallen een open vraag blijven. In de onderstaande reconstructies onderscheidt bijvoorbeeld Ramat wel thematische en athematische stammen en Beekes niet.
|                         | (Beekes 1995)           | (Beekes 1995)           | (Beekes 1995) | (Beekes 1995) | (Beekes 1995) | (Beekes 1995)           | (Ramat 1998)            | (Ramat 1998)            | (Ramat 1998) | (Ramat 1998) | (Ramat 1998)   | (Ramat 1998) | (Ramat 1998) | (Ramat 1998) | (Ramat 1998) |
| Athematisch             | Athematisch             | Athematisch             | Athematisch   | Athematisch   | (Beekes 1995) | (Beekes 1995)           | Thematisch              | Thematisch              | Thematisch   | Thematisch   | Thematisch     |              |              |              |              |
| Mannelijk en Vrouwelijk | Mannelijk en Vrouwelijk | Mannelijk en Vrouwelijk | Onzijdig      | Onzijdig      | Onzijdig      | Mannelijk en Vrouwelijk | Mannelijk en Vrouwelijk | Mannelijk en Vrouwelijk | Onzijdig     | Onzijdig     | Mannelijk      | Mannelijk    | Mannelijk    | Onzijdig     |              |
| ----------------------- | ----------------------- | ----------------------- | ------------- | ------------- | ------------- | ----------------------- | ----------------------- | ----------------------- | ------------ | ------------ | -------------- | ------------ | ------------ | ------------ | ------------ |
| Enkv.                   | Mv.                     | Twv.                    | Enkv.         | Mv.           | Twv.          | Enkv.                   | Mv.                     | Twv.                    | Enkv.        | Mv.          | Enkv.          | Mv.          | Twv.         | Enkv.        |              |
| Nominatief              | -s, 0                   | -es                     | -h₁(e)        | -m, 0         | -h₂, 0        | -ih₁                    | -s                      | -es                     | -h₁e?        | 0            | (coll.) -(e)h₂ | -os          | -ōs          | -oh₁(u)?     | -om          |
| Accusatief              | -m                      | -ns                     | -ih₁          | -m, 0         | -h₂, 0        | -ih₁                    | -m̥                      | -m̥s                     | -h₁e?        | 0            |                | -om          | -ons         | -oh₁(u)?     | -om          |
| Genitief                | -(o)s                   | -om                     | -h₁e          | -(o)s         | -om           | -h₁e                    | -es, -os, -s            | -ōm                     |              |              |                | -os(y)o      | -ōm          |              |              |
| Datief                  | -(e)i                   | -mus                    | -me           | -(e)i         | -mus          | -me                     | -ei                     |                         |              |              |                | -ōi          |              |              |              |
| Instrumentalis          | -(e)h₁                  | -bʰi                    | -bʰih₁        | -(e)h₁        | -bʰi          | -bʰih₁                  |                         | -bʰi                    |              |              |                | -ō           | -ōjs         |              |              |
| Ablatief                | -(o)s                   | -ios                    | -ios          | -(o)s         | -ios          | -ios                    |                         |                         |              |              |                |              |              |              |              |
| Locatief                | -i, 0                   | -su                     | -h₁ou         | -i, 0         | -su           | -h₁ou                   | -i, 0                   | -su, -si                |              |              |                | -oi          | -oisu, -oisi |              |              |
| Vocatief                | 0                       | -es                     | -h₁(e)        | -m, 0         | -h₂, 0        | -ih₁                    |                         | -es                     |              |              | (coll.) -(e)h₂ |              |              |              |              |

### Werkwoorden
Het vervoegingssysteem van de werkwoorden was bijzonder complex en vertoonde niet altijd grote overeenkomsten met de latere Indo-Europese talen. In de Germaanse talen zoals het Nederlands is het werkwoordssysteem gebouwd rondom het idee van de tijd van handeling, zoals tegenwoordige, verleden of toekomende tijd. Ook veel andere Indo-Europese talen vertonen een dergelijke hoofdscheiding. In het Proto-Indo-Europees daarentegen vormde niet de absolute tijd van handeling, maar het verloop en de structuur van tijd binnen de handeling (het aspect) de belangrijkste scheiding.

#### Indeling
Het PIE onderscheidde drie aspecten:
- Tegenwoordig of imperfectief aspect: Een doorgaande of progressieve handeling, een handeling die een interne structuur van tijd heeft (ik ben aan het lopen).
- Aorist of perfectief aspect: Een handeling zonder interne tijdstructuur, als momentane of gehele handeling beschouwd (ik liep).
- Perfect of statief aspect: Een bepaalde staat van zijn, zonder kennis van enige actie die daarin voorkomt (ik heb gelopen - ik ben nu in een staat van gelopen hebbende).

Daarnaast had elk aspect vier wijzen, die aangaven hoe de spreker de handeling beschouwde:
- Aantonende wijs (indicatief): wat werkelijk is, de 'gewone' wijs
- Aanvoegende wijs (conjunctief): wat (nog) niet werkelijk is, waaronder ook dingen in de toekomst
- Wensende wijs (optatief): wat men graag zag gebeuren, wat men zou willen
- Gebiedende wijs (imperatief): opdrachten, wat men beveelt, wenst of (dringend) verzoekt

Ten slotte was er voor de tegenwoordige en aorist-aspecten nog voor elke wijs een onderscheid tussen de bedrijvende vorm en de mediopassieve vorm. De bedrijvende vorm was de normale vorm, en de mediopassieve vorm werd gebruikt voor overgankelijke werkwoorden wanneer er geen duidelijk lijdend voorwerp was, waarbij iets of iemand de handeling min of meer 'op zichzelf' uitvoerde. In de meeste latere talen is dit uiteindelijk een lijdende vorm geworden.

#### Vormstructuur
De verschillende werkwoordsvormen volgden in principe dezelfde structuur als de vormen van naamwoorden: ze waren steeds opgebouwd uit een wortel, een stamvormend element, en een uitgang. De wortel en het stamvormend element vormden samen de stam voor een bepaald aspect. In de oudste stadia van de taal had elk werkwoord maar één aspect, en dit aspect was min of meer eigen aan dat werkwoord. Andere aspecten konden worden gevormd door met het toevoegen van een achtervoegsel of door reduplicatie een nieuw werkwoord met een ander aspect te vormen. Het zo gevormde geheel werd de 'aspectstam' genoemd. Tevens was er een onderscheid tussen athematische en thematische stammen, met min of meer hetzelfde verschil als bij de naamwoorden. De thematische klinker, indien aanwezig, werd aan het eind van de aspectstam geplaatst en vormde daar dan ook deel van uit.
De belangrijkste manieren om aspectstammen te vormen waren de volgende.
Voor stammen van het tegenwoordig aspect:
- De wortel op zich (zonder toevoeging), als het eigen aspect van de wortel tegenwoordig was
- Reduplicatie van de beginmedeklinker(s) met *-é- als tussenklinker
- Reduplicatie van de beginmedeklinker(s) met *-í- als tussenklinker
- Met een zogeheten nasaalinfix *-né/n-, toegevoegd binnen de wortel zelf
- Het achtervoegsel *-néw-/-nw-
- De thematische klinker *-e/o- alleen op zich
- Thematische klinker, met reduplicatie van de beginmedeklinker(s) met *-i- als tussenklinker
- Het achtervoegsel *-ské/skó- (thematisch)
- Het achtervoegsel *-yé/yó- (thematisch)
- Het achtervoegsel *-ye/yo- (thematisch, accent op de wortel)
- Het achtervoegsel *-se/so- (thematisch)

Voor stammen van het aorist-aspect:
- De wortel op zich (zonder toevoeging), als het eigen aspect van de wortel aorist was
- Het achtervoegsel *-s-
- De thematische klinker *-e/o- alleen op zich
- Thematische klinker, met reduplicatie van de beginmedeklinker(s) met *-é- als tussenklinker, en de wortel in de nultrap

Voor stammen van het perfect aspect:
- De wortel op zich (zonder toevoeging), als het eigen aspect van de wortel perfect was
- Reduplicatie van de beginmedeklinker(s) met *-e- als tussenklinker

In de eerste plaats was elke aspectstam een werkwoord op zich, en was het proces waarmee van het eigen aspect andere aspecten werden gevormd onregelmatig en onvoorspelbaar; dit moest voor elk werkwoord afzonderlijk onthouden worden. Ook hadden niet alle werkwoorden een stam voor elk aspect; sommige hadden maar één of twee aspectstammen en ontbrak de rest. In het bijzonder hadden afgeleide werkwoorden, die van al bestaande woorden waren afgeleid, alleen maar een stam voor het tegenwoordige aspect; aorist en perfect kwamen alleen bij basiswerkwoorden voor.

#### Uitgangen
De uitgangen werden aan het eind van de aspectstam geplaatst, en bestonden zelf ook weer uit twee delen: een toevoegsel voor de wijs, en de eigenlijke uitgang voor de combinatie van persoon (eerste, tweede of derde) en getal (enkelvoud, tweevoud of meervoud) dat daarachter geplaatst werd. Er waren overigens drie soorten uitgang: primair, secundair en een eigen soort uitgang voor de gebiedende wijs. Daarnaast verschilden de uitgangen voor de mediopassieve vorm wezenlijk van die van de bedrijvende vorm, maar hadden ze wel dezelfde wijs-toevoegsels en dezelfde scheiding tussen primaire en secundaire uitgangen.
De uitgangen worden door Ringe als volgt gereconstrueerd:
| Bedrijvende vorm | Primair     | Secundair         | Gebiedende wijs |
| 1e enkv.         | *-mi / *-h₂ | *-m               | -               |
| 2e enkv.         | *-si        | *-s               | *-, *-dʰí       |
| 3e enkv.         | *-ti        | *-t (*-d)         | *-tu            |
| 1e tweev.        | *-wós       | *-wé              | -               |
| 2e tweev.        | *-tés       | *-tóm             | *-tóm           |
| 3e tweev.        | *-tés       | *-tā́m             | *-tā́m           |
| 1e meerv.        | *-mós       | *-mé              | -               |
| 2e meerv.        | *-té        | *-té              | *-té            |
| 3e meerv.        | *-(é)nti    | *-(é)nt (*-(é)nd) | *-(é)ntu        |

| Mediopassieve vorm | Primair        | Secundair    | Gebiedende wijs |
| 1e enkv.           | *-h₂ér         | *-h₂é        | -               |
| 2e enkv.           | *-th₂ér        | *-th₂é       | ???             |
| 3e enkv.           | *-(t)ór        | *-(t)ó       | ???             |
| 1e tweev.          | *-wósdʰh₂      | *-wédʰh₂     | -               |
| 2e tweev.          | ???            | ???          | ???             |
| 3e tweev.          | ???            | ???          | ???             |
| 1e meerv.          | *-mósdʰh₂      | *-médʰh₂     | -               |
| 2e meerv.          | *-dʰh₂ué       | *-dʰh₂ué     | *-dʰh₂ué        |
| 3e meerv.          | *-rór / *-ntór | *-ró / *-ntó | ???             |

De primaire uitgang van de 1e persoon enkelvoud was *-mi voor athematische aspectstammen en *-h₂ voor thematische. De thematische klinker zelf was *-e- voor s, t, d of dʰ, en *-o- in de andere gevallen.
De aanvoegende wijs gebruikte de primaire uitgangen, en werd gevormd door het toevoegen van de thematische klinker *-e/o- aan de aspectstam. Als de aspectstam zelf al een thematische klinker had, werd deze daardoor verdubbeld tot een lange klinker. De wensende wijs werd gevormd met de secundaire uitgangen, met als tussenvoegsel *-yéh₁-, dat als *-ih₁- verscheen in het tweevoud en meervoud, en altijd als *-y- na een thematische klinker.
De aantonende wijs van het tegenwoordig aspect had zowel vormen met de primaire uitgangen als de secundaire, waarbij de primaire werden gebruikt voor handelingen die op het moment van spreken aan de gang waren, en de secundaire voor handelingen die zich in het verleden afspeelden. De aantonende wijs van de aorist had alleen de secundaire uitgangen, omdat het niet mogelijk is van een handeling zonder interne tijdstructuur te spreken als deze nog aan de gang is.
Het perfect aspect gebruikte in de aantonende en gebiedende wijs noch de primaire noch de secundaire uitgangen, maar had een eigen reeks uitgangen, die helemaal anders waren dan de primaire en secundaire uitgangen maar wel enige gelijkenis vertoonden met de secundaire mediopassief-uitgangen van de andere twee aspecten (wellicht doordat het perfect aspect geen eigen mediopassief had, maar hier is nog veel onduidelijkheid over). De aanvoegende en wensende wijs van het perfect aspect was wel gelijk aan die van de andere twee aspecten.
Ringe reconstrueert de uitgangen van de aantonende wijs van het perfect aspect als volgt:
|           | Perfect |
| 1e enkv.  | *-h₂e   |
| 2e enkv.  | *-th₂e  |
| 3e enkv.  | *-e     |
| 1e tweev. | *-wé    |
| 2e tweev. | ???     |
| 3e tweev. | ???     |
| 1e meerv. | *-mé    |
| 2e meerv. | *-é     |
| 3e meerv. | *-ḗr    |